# Калінеску Тетяна Василівна
Тетя́на Васи́лівна Калінеску (нар. 20 жовтня 1957, Лутугине) — доктор економічних наук, завідувач кафедри «Фінанси» Національний аерокосмічний університет ім. М. Є. Жуковського «Харківський авіаційний інститут», головний редактор науково-виробничого журналу «Часопис економічних реформ».
Нагороджена Нагрудним знаком «Відмінник освіти», академік Академії економічних наук України за спеціальністю «фінанси».

## Короткий життєпис
1979 року закінчила Ворошиловградський машинобудівний інститут — за спеціальністю інженер-економіст — знавець економіки та організації машинобудівної промисловості; працює в ВО «Луганськтепловоз» — лабораторія економіки та організації виробництва інженером-економістом.
1983 року почала займатися науковою діяльністю.
У 1984—1987 роках проходила аспірантуру в Київському інституті народного господарства ім. Д. С. Коротченка.
1987 року захистила кандидатську дисертацію: «Сукупна виробнича потужність та її використання в технічно-економічних розрахунках (на матеріалах тепловозобудування)».
1987 — старший економіст, 1987—1989 — науковий співробітник, 1989—1993 — старший науковий співробітник відділу економічних і правових проблем охорони оточуючого середовища та раціонального природокористування Луганської філії Інституту економіки промисловості АН СРСР.
1993—1996 роки — головний бухгалтер СП «Будівельне управління Молодіжний житловий комплекс» Луганська.
1996 рік — заступник директора по економіці ЗАТ «Луганський завод «Сантехдеталь»».
Того ж року починає працювати в Східноукраїнському національному університеті — доцент кафедри «Облік та аудит», в 1996—2001 роках — доцент кафедри «Фінанси».
В 2001—2004 роках проходила докторантуру в Східноукраїнському національному університеті ім. В. Даля. 2004 — доктор економічних наук — «Методологічні основи розвитку сфери діяльності підприємства».
У 2001—2004 роках — завідувачка кафедри «Контроль та аудит», з 2004 — кафедрою «Оподаткування», з 2005 — професор.
Була керівником та відповідальним виконавцем більш 15 державних та госпдоговірних тематик на замовлення Міністерства освіти і науки України, Національної академії наук України, провідних бюджетоформуючих підприємств.
Серед останніх робіт — наукові дослідження по формуванню оптимальної податкової політики для підприємств у депресивних регіонах, пошуки шляхів зменшення соціально-економічного, екологічного та податкового навантаження і підвищення соціальної відповідальності бізнесу й реформування податкової системи України; моделюванню податкової політики країни у відповідності до рівня моральності суспільства; розробці демократичних механізмів самозабезпечення соціально-економічних трансформацій суспільства.
1990 року здобула Третю премію Республіканського конкурсу «За найкращу розробку механізму управління соціально-економічним розвитком регіону» за роботу «Оцінка демографічної ситуації в регіоні».
1991 року отримала Премію Президента АН УРСР за наукові досягнення з охорони навколишнього середовища та раціональному природовикористанню.
У 2007 році нагороджена Нагрудним знаком «Відмінник освіти», з 2010 — дійсний член Міжнародної Академії науки та практики організації виробництва, 2010 — академік Академії економічних наук України за спеціальністю «фінанси».
Вийшло друком більше 250 її наукових та навчально-методичних робіт, з них 8 підручників з грифом МОН України, 10 навчальних посібників, в тому числі 8 з грифом Міністерства освіти та науки України, більш 20 монографій.
з 2018 року — завідувач кафедри «Фінанси» Національного аерокосмічного університету ім. М. Є. Жуковського «Харківський авіаційний інститут». [Архівовано 31 жовтня 2018 у Wayback Machine.]
Під керівництвом Тетяни Василівни Калінеску підготовлено та захищено 8 дисертацій на здобуття освітнього ступеня кандидата економічних наук.